# Swiftair
Swiftair is een Spaanse luchtvaartmaatschappij met haar thuisbasis in Madrid.

## Geschiedenis
Swiftair is opgericht in 1986 door SEUR/Servicio Urgente.

## Vloot

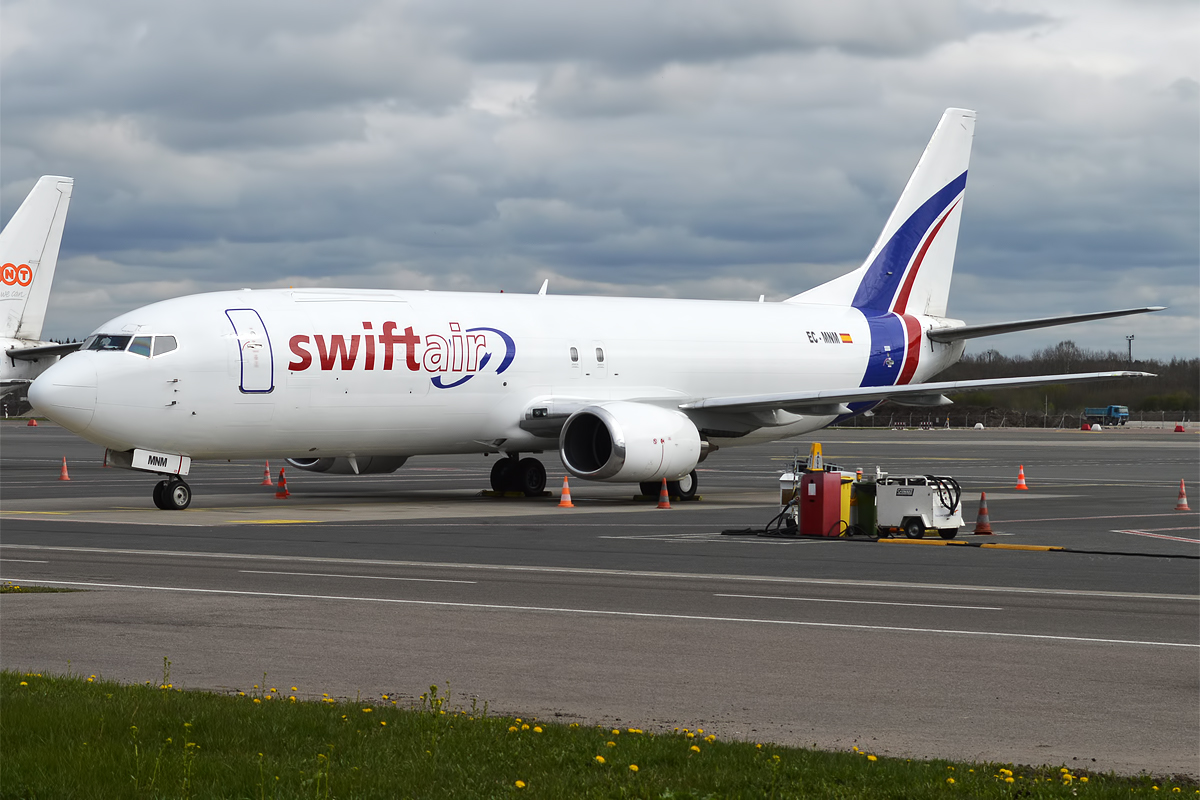
Een Boeing 737-400SF van Swiftair

De vloot van Swiftair bestaat uit de volgende toestellen (mei 2025):
| Type              | In dienst | Orders | Opmerkingen |
| ----------------- | --------- | ------ | ----------- |
| Airbus A321-200F  | 2         | 1      |             |
| ATR 42-300F       | 3         | —      |             |
| ATR 42-300QC      | 1         | —      |             |
| ATR 72-200        | 2         | —      |             |
| ATR 72-200F       | 6         | —      |             |
| ATR 72-200QC      | 1         | —      |             |
| ATR 72-500        | 3         | —      |             |
| ATR 72-500F       | 2         | —      |             |
| ATR 72-600F       | 4         | —      |             |
| Boeing 737-400SF  | 6         | —      |             |
| Boeing 737-800F   | 9         | 3      |             |
| Boeing 757-200PCF | 2         |        |             |
| Boeing 757-200PF  | 1         |        |             |
| Totaal            | 42        | 4      |             |